# Про Эцталь 5500
Про Эцталь 5500 (нем. Pro Ötztaler 5500) — шоссейная однодневная велогонка по дорогам австрийской земли Тироль со стартом и финишем в Зёльдене. 

## История
Название гонки происходит от одноимённых гор.
Первый выпуск состоялся 25 августа 2017 года в рамках UCI Europe Tour под категорией 1.1. Маршрут включал в общей сложности 5500 метров набора высоты, что по мнению организаторов делало соревнование самой сложной однодневной гонкой в мире.
| № | Название    | Высота (м) | Протяжённость (км) | max град |
| - | ----------- | ---------- | ------------------ | -------- |
| 1 | Кюхтай      | 2020       | 18,5               | 18%      |
| 2 | Бреннер     | 1377       | 39                 | 12%      |
| 3 | Джиово      | 2090       | 15,5               | 12%      |
| 4 | Тиммельсйох | 2509       | 28,7               | 14%      |

В конце 2017 года организаторы объявили, что в 2018 году гонка не состоится из-за отсутствия соглашения с телевизионщиками по причине слишком большой плотности гонок в календаре UCI.

## Призёры
| Год  | Победитель      | Второй       | Третий         |
| ---- | --------------- | ------------ | -------------- |
| 2017 | Роман Кройцигер | Симон Шпилак | Джулио Чикконе |